# Acanthomaeus spiniger
Acanthomaeus spiniger är en skalbaggsart som först beskrevs av Aurivillius 1913.  Acanthomaeus spiniger ingår i släktet Acanthomaeus och familjen långhorningar. Inga underarter finns listade i Catalogue of Life.